# Betina Kuntzsch
Betina Kuntzsch (* 1963 in Ost-Berlin) ist eine deutsche Fotografin, Videokünstlerin und Filmemacherin.

## Leben
Betina Kuntzsch ist als Tochter der Modegestalterin Ingrid Kuntzsch (1932–1994) und des Architekten Dietmar Kuntzsch in Berlin-Prenzlauer Berg aufgewachsen. Sie studierte ab 1983 an der Hochschule für Grafik und Buchkunst Leipzig, wo sie 1988 als erste und einzige Studentin zu DDR-Zeiten ihr Diplom mit einer Video-Arbeit abschloss. Nach dem Examen arbeitete sie für das Jugendprogramm Elf 99 des DDR-Fernsehens. Betina Kuntzsch lebt und arbeitet in Berlin.

## Werk
Ein zentraler Bereich ihres Werkes sind Video-Zeichnungen, poetisch-grafische Strukturen, die einerseits anhand weiterentwickelter dokumentarischer Fotografien Geschichten und Momente des urbanen Alltags umkreisen. Auf der anderen Seite entstehen abstrakte Linien-Formationen für Video-Arbeiten im Monitor sowie im Raum. Für diese Video-Zeichnungen nutzt sie High-End-Compositing-Programme. Sie verarbeitet vor allem aktuelle mediale Themen aus allen Lebensbereichen und historische Materialien.
Als Filmemacherin verwendet sie Fundstücke, wie sich auflösendes Filmmaterial, alte Fotografien oder Laterna-Magica-Schleifen, collagiert sie zu Kurzfilmen über gesellschaftspolitische und historische Themen sowie über Persönlichkeiten.
Für den animierten Dokumentarfilm Wegzaubern erhielt sie im Jahr 2015 die Goldene Taube des Festivals DOK Leipzig. Ihr Projekt Vom Sockel denken besteht aus einer Intervention im Stadtraum und zehn Kurzfilmen. Die öffentliche Übergabe fand am 18. November 2021 statt, bei welchem es auch öffentliche Proteste gab.
Der Film Kopf Faust Fahne - Perspektiven auf das Thälmann-Denkmal wurde beim Festival DOK Leipzig 2021 in den drei Kategorien Deutscher Wettbewerb – Die Filme, DEFA-Förderpreis und VER.DI-Preis nominiert.

## Preise und Auszeichnungen (Auswahl)
- 2012: Kunstpreis Schöneberg, Haus am Kleistpark, Berlin, 2. Preis
- 2015: DOK Leipzig, Goldene Taube (Wegzaubern)
- 2016: Animatou Genf, Prix Animatou Docanim (Wegzaubern)
- 2020: Wettbewerb Künstlerische Kommentierung des Ernst-Thälmann-Denkmals, Bezirksamt Pankow von Berlin, 2. Preis und Realisierung (Vom Sockel denken)
- 2023: 35. Internationales Filmfest Dresden, LUCA Filmpreis für Geschlechtergerechtigkeit (Loïe Fuller – Die elektrische Fee)

## Ausstellungen (Auswahl)
- 1990: Hommage an El Lissitzky, Palais am Festungsgraben, Berlin
- 1992: Video und DDR, Museum für Gegenwartskunst, Basel
- 1996: 5th Intern. ART FILM BIENNALE, Centre Georges Pompidou, Paris
- 1998 Festival Zivilisation/Antiziviliastion Schloss Bröllin
- 1999: Abstraktion in der Fotografier, Museum Ludwig, Köln
- 2007: Final Cut, Kunsthalle Dominikanerkirche, Osnabrück
- 2008: L·L – Auf der Suche nach Ela Geminada, Video-Sound- und Text-Performance, LOOP Videokunstfestival, Ateneu, Barcelona
- 2009: Kunst und Öffentlichkeit – 40 Jahre NBK, Neuer Berliner Kunstverein
- 2011: Hommage an Heo, NanSeolHeon, Gangneung, Südkorea
- 2015: HEIM_SPIEL, Kommunale Galerie Berlin
- 2016: MESHES (Video-Installation, konzertante Aufführung, Musik: Gabriel Mãlãncioiu), InnerSound New Arts Festival Bukarest
- 2017: #Skills, Kunsthalle Brennabor, Brandenburg
- 2018: Video-Zeichnungen, ARDEX-Infozentrum, Witten
- 2019: Transformationen, Kommunale Galerie Berlin
- 2021: Urban Morphologies, Video-Installation (Komposition: Katharina Rosenberger, Kooperation mit ensemble mosaik), Silent Green, Berlin und ZEITRÄUME Festival für Musik und Architektur, Basel
- 2022: Worin unsere Stärke besteht – Fünfzig Künstlerinnen aus der DDR, Kunstraum Kreuzberg